# Model atomu Bohra

Model budowy atomu Bohra

Model budowy atomu Bohra – model atomu wodoru autorstwa Nielsa Bohra opracowany w 1913 roku. Bohr przyjął wprowadzony przez Ernesta Rutherforda model atomu, według którego elektron krąży wokół jądra jako naładowany punkt materialny, przyciągany przez jądro siłami elektrycznymi.
Model atomu Rutherforda nie przewidywał dyskretnego charakteru widma promieniowania wysyłanego przez atomy oraz nie wyjaśniał ich stabilności. Niels Bohr usunął tę trudność proponując model atomu oparty na dwóch nowych postulatach, sprzecznych z klasyczną elektrodynamiką. Dzięki temu jednak zdołał wyjaśnić pojawianie się linii widmowych gazowego wodoru oraz wyprowadził wzory, pozwalające teoretycznie obliczać długości fal promieniowania elektromagnetycznego emitowanego przez wodór.
Zastosowanie modelu Bohra nie ogranicza się jedynie do atomu wodoru. Model ten jest uniwersalny w tym sensie, że jest słuszny dla układu dwóch dowolnych cząstek naładowanych, które krążą wokół wspólnego środka masy z prędkościami znaczne mniejszymi od prędkości światła. Model ten jest więc poprawny dla układu jednoelektronowego takiego jak atom wodoru, ale też jest słuszny dla pojedynczo zjonizowanego atomu 
helu, podwójnie zjonizowanego atomu litu itd. Modelem tym można także opisać pozytonium (czyli układ elektron-pozyton) oraz stany Rydberga jakiegokolwiek atomu, tj. takie stany atomowe, w których jeden elektron jest w znacznej odległości od reszty atomu. Model ten może być także użyty do obliczania linii K promieniowania X, pod warunkiem, że doda się dodatkowe założenia (por. prawo Moseleya). W fizyce wysokich energii może być użyty do obliczania mas mezonów zbudowanych z ciężkich kwarków.
W modelu Bohra elektron krąży wokół jądra atomu po orbicie kołowej. Przez analogię do ruchu planet wokół Słońca model ten nazwano „modelem planetarnym atomu”.
Model ten nie wyjaśnia spinu elektronu, nie nadaje się do opisu atomów wieloelektronowych. Został zastąpiony przez dokładniejsze modele kwantowe (patrz niżej).

## Postulaty Bohra z mechaniki klasycznej
Model Bohra jest modelem po części opartym na klasycznej elektrodynamice, zakładającym że:

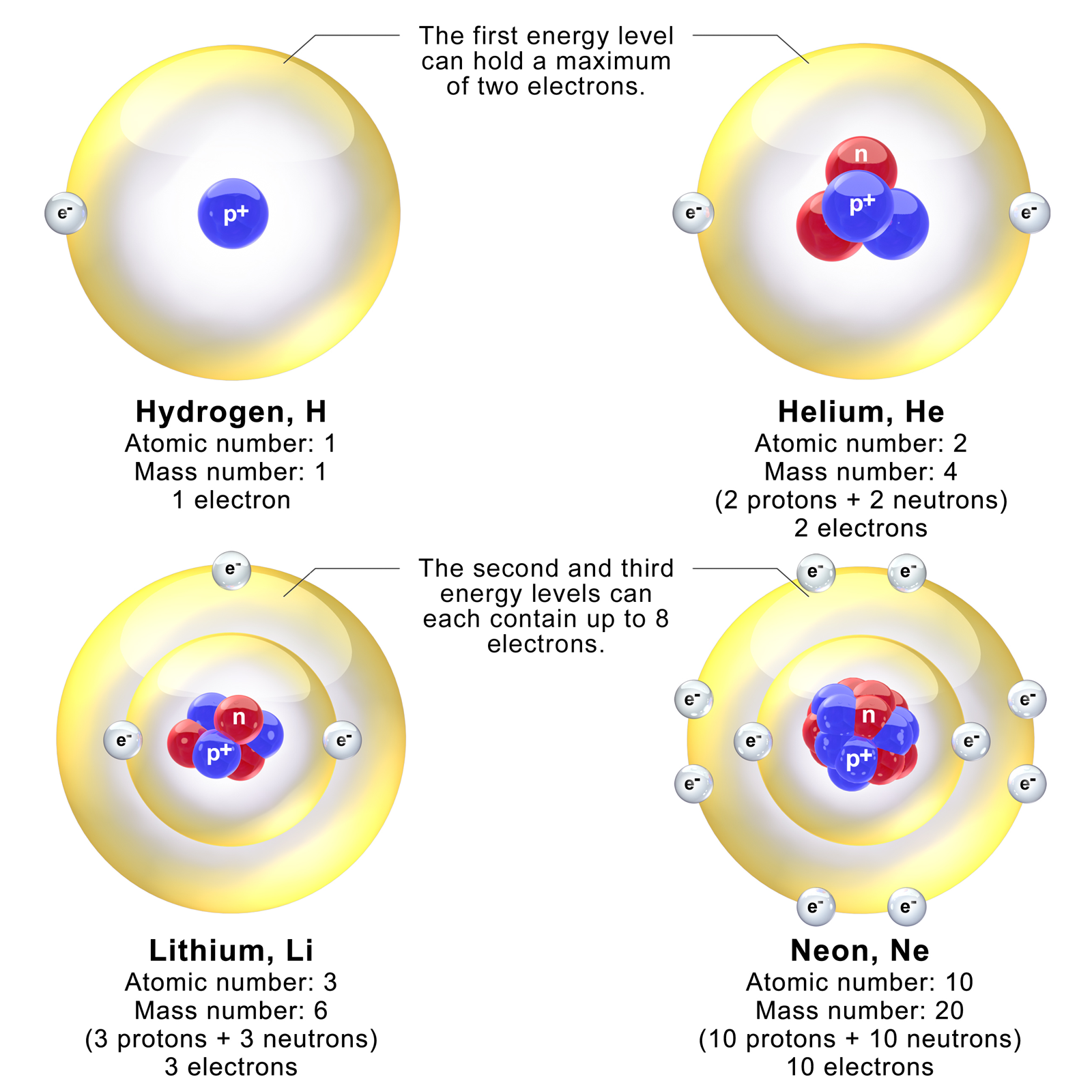
Modele obrazujące liczby elektronów w atomach wodoru, helu, litu i neonu.

(P1) Elektron jest utrzymywany na orbicie kołowej za pomocą sił elektrycznego oddziaływania z jądrem. Siła dośrodkowa jest więc siłą Coulomba
{\displaystyle {\frac {mv^{2}}{r}}=k{\frac {Ze^{2}}{r^{2}}},}
gdzie:
{\displaystyle m} – masa elektronu,
{\displaystyle v} – prędkość elektronu,
{\displaystyle r} – promień orbity elektronu,
{\displaystyle k} – stała oddziaływań elektrycznych,
{\displaystyle Z} – ładunek jądra (równy liczbie atomowej),
{\displaystyle e} – ładunek elektronu.
(P2) Całkowita energia elektronu w atomie jest sumą energii kinetycznej oraz energii potencjalnej oddziaływań elektrycznych
{\displaystyle E={\frac {1}{2}}mv^{2}-k{\frac {Ze^{2}}{r}}.}
Powyższe równania zakładają, że masa jądra jest o wiele większa niż masa elektronu (co jest słuszne, gdyż np. masa protonu jest około 1830 razy większa niż masa elektronu).
Z rozwiązania układu tych równań otrzymuje się, iż energia całkowita jest równa energii kinetycznej ze znakiem minus
{\displaystyle E=-{\frac {1}{2}}mv^{2}}
oraz
{\displaystyle E=-{\frac {Zke^{2}}{2}}\cdot {\frac {1}{r}},}
czyli: energia całkowita jest równa połowie energii potencjalnej; energia całkowita jest ujemna i jest odwrotnie proporcjonalna do {\displaystyle r.} Oznacza to, że trzeba dostarczyć elektronowi energii z zewnątrz, aby przenieść go dalej od protonu. Dla {\displaystyle r} dążące do nieskończoności energia rośnie do zera. (Własność, iż całkowita energia jest połową energii potencjalnej jest na mocy twierdzenia o wiriale słuszna dla dowolnych orbit, niekoniecznie kołowych).

## Postulaty kwantowe Bohra
O rewolucyjności podejścia Bohra decydują sformułowane przez niego zasady kwantowe. Postulaty te były wprowadzone ad hoc, aby uzyskać zgodność przewidywań modelu z eksperymentami.
(P3) Postulat o kwantyzacji orbitalnego momentu pędu elektronu. Z nieskończonej liczby orbit, które dopuszczałaby mechanika klasyczna, elektron może poruszać się tylko po tych, dla których moment pędu elektronu {\displaystyle L=mvr} jest równy całkowitej wielokrotności stałej Plancka podzielonej przez {\displaystyle 2\pi ,} tj.
{\displaystyle mvr=n\,\hbar ,}
gdzie:
{\displaystyle n=1,2,3\dots ,}
{\displaystyle \hbar } – stała Plancka podzielona przez {\displaystyle 2\pi .}

Przy zmianie orbity elektron emituje lub pochłania foton o ściśle określonej energii

(P4) Postulat o promieniowaniu. Elektron poruszając się po danej orbicie nie emituje ani nie pochłania energii. Elektron emituje foton, jeżeli spada z orbity wyższej na niższą, a pochłania foton, jeżeli przechodzi z orbity niższej na wyższą; energia emitowanego (pochłanianego) fotonu jest równa różnicy między energią wyższą i niższą elektronu
{\displaystyle E_{f}=h\nu =E_{2}-E_{1},}
gdzie:
{\displaystyle E_{2},E_{1}} – energie elektronu, odpowiednio, wyższa i niższa,
{\displaystyle h} – stała Plancka,
{\displaystyle \nu } – częstotliwość fotonu.

## Kwantowanie promieni orbit oraz energii
Z postulatu kwantowania momentu pędu wynika, iż promienie orbit oraz energia są skwantowane, tj. mogą przyjmować tylko dyskretne wartości.
Aby to pokazać zauważmy, że pierwsze równanie implikuje zależność prędkości od promienia
{\displaystyle v={\sqrt {\frac {Zke^{2}}{mr}}}.}
Wstawiając tę zależność do wzoru na kwantowanie momentu pędu otrzyma się równanie zależne tylko od {\displaystyle r;} stąd dostaje się dozwolone promienie orbit
{\displaystyle r_{n}={\frac {\hbar ^{2}}{Zke^{2}m}}\cdot n^{2}}
Widać, że promienie orbit rosną proporcjonalnie do kwadratu numeru {\displaystyle n} orbity.
Najmniejsza możliwa wartość promienia orbity w atomie wodoru {\displaystyle (Z=1)} jest nazywana promieniem Bohra i wynosi
{\displaystyle r_{1}={\frac {\hbar ^{2}}{ke^{2}m}}\approx 5{,}29\cdot 10^{-11}\mathrm {m} .}
Dowolny promień orbity można więc wyrazić w zależności od liczby kwantowej {\displaystyle n} oraz {\displaystyle r_{1}}
{\displaystyle r_{n}=r_{1}\cdot n^{2}.}
Ponieważ energia zależy {\displaystyle r_{n}}
{\displaystyle E_{n}=-{\frac {Zke^{2}}{2}}{\frac {1}{r_{n}}},}
więc ostatecznie otrzymamy, iż energia {\displaystyle n}-tego poziomu jest odwrotnie proporcjonalna do kwadratu liczby kwantowej {\displaystyle n} oraz energii {\displaystyle E_{1}}
{\displaystyle E_{n}=E_{1}\cdot {\frac {1}{n^{2}}},}
gdzie {\displaystyle E_{1}} – energia stanu podstawowego atomu
{\displaystyle E_{1}=-{\frac {Zke^{2}}{2r_{1}}}\approx -13{,}6\,Z^{2}\cdot \mathrm {eV} .}

## Podsumowanie
Z postulatu (P3) o kwantowaniu momentu pędu wynika, że promienie orbit elektronu oraz energie elektronu w atomie są również skwantowane. Promienie te, w szczególności promień atomu wodoru w stanie podstawowym (tzw. promień atomu Bohra) oraz energie można wyznaczyć zakładając, iż elektron podlega prawu klasycznego oddziaływania elektrycznego klasycznego (postulaty (P1) oraz (P2)).
Postulat kwantowy (P4) o promieniowaniu atomu zakłada, że elektron krążąc po określonej orbicie nie emituje promieniowania, wbrew prawu promieniowania klasycznej elektrodynamiki (głoszącemu, iż cząstka naładowana krążąc po orbicie powinna emitować promieniowanie elektromagnetyczne i tracić energię), ale promieniowanie jest emitowane tylko wówczas, gdy elektron zmienia orbitę. Zgodnie z elektrodynamiką klasyczną elektron poruszając się ruchem niejednostajnym wokół jadra powinien promieniować energię w postaci fali elektromagnetycznej, w wyniku czego musiałby „spaść” na jądro już po czasie rzędu 10−6 sekundy i atom przestałby istnieć.
Model Bohra, jakkolwiek będący sztucznym połączeniem mechaniki klasycznej i nowych postulatów kwantowych, daje prawidłowe wyniki dotyczące wartości energii elektronu w atomie wodoru oraz długości fal emitowanych przez wodór (linie widmowe wodoru). Jest też poprawny w odniesieniu do tzw. atomów wodoropodobnych, tj. atomów zjonizowanych tak, że posiadają tylko jeden elektron.
Mimo ogromnego sukcesu modelu, za który Bohr otrzymał w 1922 r. nagrodę Nobla w dziedzinie fizyki, model ten pozostawiał wiele nie rozwiązanych problemów. M.in. nie dało się go zaadaptować do opisu atomów posiadających więcej niż dwa elektrony. Nie można też było za jego pomocą stworzyć zgodnej ze faktami eksperymentalnymi teorii wiązań chemicznych. Także wielkim problemem był fakt, iż model łączył w sobie sprzeczne idee, tj. zakładał postulaty kwantowe sprzeczne z prawami klasycznej elektrodynamiki, mimo iż częściowo na nich opierał się.

## Zastąpienie modelu Bohra przez modele kwantowe
Kolejne, lepsze modele atomu wodoru oraz atomów wieloelektronowych zostały dostarczone przez mechanikę kwantową (równanie Schrödingera 1926 r., równanie Pauliego 1927 r., równanie Diraca 1928 r.) oraz elektrodynamikę kwantową. Modele te pozwalały z coraz lepszą precyzją obliczać długości linii widmowych atomów i cząsteczek odpowiadającą coraz bardziej precyzyjnym pomiarom (np. pomiar przesunięcia Lamba) czy obliczać moment magnetyczny elektronu. Dzięki temu wytłumaczono też spin elektronu i wiązania chemiczne.
Zagadnienie opisu atomu wodoru w ramach mechaniki kwantowej omówiono w artykule Operator Hamiltona – rozdział Hamiltonian elektronu w polu centralnym – zagadnienie atomu wodoru